# Лункавица (Караш-Северин)
Лункавица (рум. Luncaviţa) насеље је у Румунији у округу Караш-Северин у општини Лункавица. Oпштина се налази на надморској висини од 482 m.

## Прошлост
аустријски царски ревизор Ерлер је 1774. године констатовао да место "Лунгавица" припада Тамишком округу, Карансебешког дистрикта. Село има милитарски статус а становништво је било претежно влашко. У месту је у 19. веку постојала православна парохија, која припада Мехадијском протопрезвирату. Ту је 1824. године службовао парох, поп Јован Поповић.

## Становништво
Према подацима из 2002. године у насељу је живело 2944 становника.

### Попис2002.
| Расподела становништва по националности 2002.‍ | Расподела становништва по националности 2002.‍ | Расподела становништва по националности 2002.‍ | Расподела становништва по националности 2002.‍ | Расподела становништва по националности 2002.‍ |
| --------------------------------------------- | --------------------------------------------- | --------------------------------------------- | --------------------------------------------- | --------------------------------------------- |
|                                               |                                               |                                               |                                               |                                               |
| Румуни                                        | Румуни                                        |                                               | 2.891                                         | 98,2%                                         |
| Роми                                          | Роми                                          |                                               | 52                                            | 1,8%                                          |

### Хронологија
| Година       | 1992 | 1993 | 1994 | 1995 | 1996 | 1997 | 1998 | 1999 | 2000 | 2001 | 2002 | 2003 | 2004 | 2005 | 2006 | 2007 | 2008 | 2009 | 2010 | 2011 | 2012 | 2013 | 2014 | 2015 | 2016 | 2017 |
| ------------ | ---- | ---- | ---- | ---- | ---- | ---- | ---- | ---- | ---- | ---- | ---- | ---- | ---- | ---- | ---- | ---- | ---- | ---- | ---- | ---- | ---- | ---- | ---- | ---- | ---- | ---- |
| Становништво | 3114 | 3083 | 3051 | 3039 | 3000 | 2962 | 2944 | 2924 | 2899 | 2868 | 2852 | 2818 | 2788 | 2751 | 2715 | 2691 | 2683 | 2649 | 2623 | 2593 | 2550 | 2540 | 2482 | 2457 | 2415 | 2380 |